# 알리네 퀴펜하임
알린 퀴펜하임(Aline Küppenheim, 1969년 8월 10일 ~ )은 칠레의 배우이다.

## 출연 작품
- 판타스틱 우먼 (2017)
- 카라디마 포레스트 (2015)
- 영 앤 와일드 (2011)
- 투어리스트 (2009)
- 불안한 동거 (2007)
- 플레이 (2005)
- 마추카 (2004)
- 드리밍 오브 줄리아 (2003)